# La Belgariade
La Belgariade (titre original de The Belgariad) est une série de romans de fantasy de l'écrivain américain David Eddings.
La série est composée de cinq tomes, dont le titre associe à chaque fois un terme tiré des échecs à des thèmes familiers de la fantasy :
1. Le Pion blanc des présages, 1990 ((en) Pawn of Prophecy, 1982)
2. La Reine des sortilèges, 1990 ((en) Queen of Sorcery, 1982)
3. Le Gambit du magicien, 1990 ((en) Magician's Gambit, 1983)
4. La Tour des maléfices, 1991 ((en) Castle of Wizardry, 1984)
5. La Fin de partie de l'Enchanteur, 1992 ((en) Enchanter's End Game, 1984)

Le succès commercial de cette série permit à Eddings de produire une suite en cinq volumes, La Mallorée, deux préquelles, Belgarath le sorcier (Belgarath the Sorcerer, 1995) et Polgara la sorcière (Polgara the Sorceress, 1997) ainsi qu'un guide du monde, Le Codex de Riva (The Rivan codex, 1998).

## Prémices
Six des sept Dieux se sont partagé les peuples humains : 
- Belar le Dieu Ours  : les Aloriens ce qui comprend les Cheresques, les Riviens, les Algarois et les Drasniens,
- Nedra le Dieu Lion : les Tolnedrains,
- Mara le Dieu Chauve-souris : les Marags,
- Torak le Dieu Dragon : les Angaraks,
- Chaldan le Dieu Taureau : les Arendais et
- Issa le Dieu Serpent : les Nyissiens.

Aldur, lui, a préféré rester seul, à méditer. Au cours de ses réflexions, il trouve puis étudie et façonne une pierre, l'Orbe (Cthrag Yaska pour les Angaraks), qui détient un pouvoir phénoménal. Torak, jaloux, lui vole le joyau, ce qui déclenche une guerre des Dieux. Tous se rallient à Aldur et affrontent Torak. Ployant la pierre sous sa volonté, Torak fend le monde pour mettre son peuple à l'abri, mais la pierre se révolte de ce qu'on lui fait faire et lui brûle le côté senestre (gauche) du visage et lui réduit une main en cendres. Le Dieu Dragon des Angaraks est désormais borgne et manchot.
Plus tard, Belgarath, le premier disciple d'Aldur, part en compagnie de Cherek Garrot d'Ours, le roi des Aloriens (le peuple de Belar) et ses trois fils (Riva Poing de Fer, Algar Pied Léger et Dras Cou d'Auroch) récupérer l'Orbe d'Aldur, qui sera confiée à la garde de Riva. Cherek divise alors son royaume en quatre parts (Cherek au Nord, Riva l'île des Vents à l'Ouest, l'Algarie au Sud et la Drasnie au Nord Est), pour mieux protéger la pierre.
Encore plus tard, la lignée de Riva (le roi Gorek et toute sa famille) est presque anéantie par des assassins Nyissiens, mais un enfant, le prince Gared, survit en s'enfuyant à la nage dans la mer des Vents. Il est recueilli par Polgara, la fille de Belgarath, qui promet de veiller sur lui et sa lignée tout en les cachant au monde qui ignore la survie du jeune prince et donc de la lignée de Riva Poing-de-Fer. Elle protège la lignée pendant 1300 ans et l'Orbe reste à la garde de la population de l'île de Riva, maintenant dirigée par le Gardien de la Citadelle de Riva, Brand.
Enfin, l'Orbe est volée par Zedar l'Apostat à l'aide d'un enfant et Belgarath et Polgara se lancent à la poursuite du voleur, accompagnés d'un jeune garçon de ferme, Garion, et d'autres protagonistes qu'ils vont rencontrer dans divers contrées (Silk, Barak et Durnik en Sendarie, Lelldorin en Arendie asturienne, Hettar en Algarie, Mandorallen en Arendie mimbraïque, Ce'Nedra en Tolnedrie, Relg en Ulgolande et Taïba au Cthol Murgos). La Belgariade suit les aventures et la quête initiatique du jeune Garion.

## Univers
L'action de La Belgariade se déroule dans un univers fictif.

### Les Dieux
Les dieux sont au nombre de huit, bien que la plupart des peuples ignorent l'existence d'UL. À l'exception d'Aldur, chacun d'eux est responsable d'un peuple. Les dieux quittèrent physiquement le monde après que Belgarath, Cherek Garrot d'Ours et ses fils ont récupéré l'Orbe.

#### Aldur
Après la création du monde, Aldur décida de ne pas choisir un peuple en particulier, car il souhaitait se consacrer à ses études. Il prit cependant un certain nombre de disciples sous son aile, qu'il guida et à qui il enseigna le Vouloir et le Verbe au Val d'Aldur. C'est lui qui forgea l'orbe que se disputent Angaraks et Aloriens. Il apparaît à plusieurs reprises dans La Belgariade. 

#### Belar
Belar est le dieu des Aloriens, représenté sous la forme d'un ours. C'est le plus jeune des dieux, aimant la bière et les femmes. Un peu tête brûlée, il ordonna aux Aloriens de mener des expéditions punitives après l'extermination des Marags par les Tolnedrains. Il instilla également aux Aloriens la haine féroce des Angaraks. Les membres du Culte de l'Ours (des fanatiques religieux) prirent au pied de la lettre certaines de ses paroles frivoles, en particulier le fait que le roi de Riva prenne le pouvoir sur tous les peuples du Ponant, et pas seulement sur les Aloriens.

#### Chaldan
Chaldan est le dieu d'Arendie, représenté sous la forme d'un taureau.

#### Issa
Issa est le dieu des Nyissiens, représenté sous la forme d'un serpent. Après que Torak eut fendu le monde, Issa confia la Nyissie à sa promise et grande prêtresse Salmissra, mais il oublia de lui faire don de la vie éternelle. Il dort maintenant de longues périodes, se réveillant uniquement quand on l'appelle.

#### Mara
Mara est le dieu des Marags. Il sombra dans le chagrin éternel lorsque les Tolnedrains exterminèrent tout son peuple. Il emplit les plaines du Maragor des fantômes de son peuple et quiconque s'avance sur ses terres perd ainsi toute raison. Il est représenté par une chauve-souris.

#### Nedra
Nedra est le dieu des Tolnedrains. Il est représenté par un lion.

#### Torak
Torak est le dieu des Angaraks. Cruel et sans pitié, il était d'une grande beauté avant que l'Orbe d'Aldur ne lui brûle la moitié du visage lorsqu'il se servit d'elle pour fendre le monde. Après la bataille de Vo Mimbre où il fut défait par Brand, le gardien de Riva, il tomba dans un profond sommeil dont il se réveillera quand le roi de Riva reviendra.

#### UL
UL est le dieu des Ulgos et des créatures monstrueuses créées par les Dieux mais qu'ils renièrent. Il règne sur l'Ulgolande où il est très présent. Il est le père de tous les dieux.

### Les peuples du monde d'UL
La Belgariade se déroule dans un monde fictif découpé en royaumes. Il existe différents peuples, chacun sous la responsabilité d'un Dieu.

#### Aloriens
Les Aloriens forment le peuple choisi par Belar, le Dieu Ours. Le royaume d'Alorie était situé au nord-ouest du continent du Ponant. Après avoir récupéré l'Orbe d'Aldur volée par Torak, Belgarath fit diviser l'Alorie en quatre royaumes pour assurer la protection de la pierre. Le roi Cherek Garrot-d'Ours et ses trois fils, Riva Poing-de-Fer, Dras Cou-d'Aurochs et Algar Pied-Léger héritèrent chacun d'un royaume et d'un peuple. Ces quatre royaumes entretiennent des relations diplomatiques et militaires très fortes.

##### Algarois
L'Algarie est un pays plat composé de plaines qui s'étendent sur plus de huit cents lieues du Val d'Aldur aux marécages de Drasnie. Elle est bordée à l'est par le Gar Og Nadrak et le Mishrak Ac Thull, derrière l'immense falaise nommée l'À-pic. Les Algarois sont des cavaliers nomades, divisés en clans. La seule construction du pays est la Forteresse, un château imprenable dont le seul but est de fournir une cible aux hordes Angarakes lors de leurs raids. Les Algarois sont les premiers à avoir effectué une sélection de chevaux pour avoir de grandes et rapides montures.

##### Cheresques
Les Cheresques habitent au nord de l'Alorie, dans le royaume de Cherek dirigé depuis le Val d'Alorie. Ils sont d'excellents marins et leurs vaisseaux sillonnent la mer des Vents et la mer du Ponant. Leur tâche est de prévenir toute approche de l'île de Riva par des ennemis.

##### Drasniens
La Drasnie est un royaume plat et marécageux situé au nord-est de l'Alorie. La capitale est Boktor, où l'on trouve le palais et l'académie d'espionnage. Les Drasniens ont en effet deux activités principales : le commerce et l'espionnage. Les services secrets drasniens sont les plus performants du monde.

##### Riviens
Les Riviens sont un peuple austère et renfermé vivant sur l'île des Vents et plus particulièrement à Riva, la capitale. Cette ville fortifiée fut érigée par Riva Poing-de-Fer pour protéger l'Orbe, ce qui la rend particulièrement lugubre. La famille royale de Riva ayant été assassinée sur ordre de Salmissra, c'est le gardien de Riva, Brand, qui gouverne l'île. Les rois de Riva sont également Rois des Rois du Ponant et ont le titre de Souverain de la Mer des Vents.

#### Angaraks
Le peuple des Angaraks est celui choisi par Torak, le Dieu Dragon. Du fait du caractère de Torak et de la guerre qui a éclaté entre lui et ses frères après le vol de l'Orbe d'Aldur, les Angaraks sont les ennemis héréditaires des Aloriens.
Après que Belgarath eut récupéré l'Orbe, Torak détruisit Cthol Mishrak, sa cité, et divisa ses habitants en trois tribus (les Murgos, les Nadraks et les Thulls), auxquelles il ordonna de rejoindre le continent du Ponant.

##### Grolims
Les Grolims forment le clergé de Torak. Ils n'ont pas de pays attribué et on les retrouve dans toutes les nations Angarakes. Ils sont très peu aimés des autres Angaraks car ils effectuent les sacrifices humains rituels en hommage à leur Dieu. Certains d'entre eux sont des sorciers et beaucoup savent manipuler l'esprit des gens. Il y a plusieurs factions au sein de l'église de Torak, dont les deux plus puissantes sont dirigés par Ctuchik depuis Rak Cthol et Urvon depuis Mal Yaska. 

##### Malloréens
Les Malloréens habitent l'empire de Mallorée, de l'autre côté de la mer du Levant. Le terme Malloréen désigne à la fois la tribu angarake et les habitants de l'empire, qui sont Angaraks, Melcènes, Dals et Karandaques.

##### Morindiens
Les Morindiens sont un des peuples à s'être retrouvés sans dieu à l'issue de la création du monde. N'ayant pas eu la patience du Gorim pour trouver UL, ils migrèrent vers le nord et s'établirent dans le désert aux confins septentrionaux du Gar Og Nadrak. Ils se mirent alors à vénérer les démons qu'ils invoquent au cours d'obscures cérémonies et de sanglants combats. Belgarath, Silk et Garion les rencontrent lorsqu'ils vont en Mallorée pour tuer Torak.

##### Murgos
Les Murgos sont les descendants des aristocrates et guerriers de Cthol Mishrak. Ils occupent l'est et le sud du continent de Ponant et forment le peuple le plus haï des Aloriens. Leur présence est même interdite à Cherek. C'est un peuple fier et dur, mais la femme a un rôle inexistant dans la société.

##### Nadraks
Les Nadraks sont les descendants des commerçants et des bourgeois de Cthol Mishrak. Ils sont intelligents et rusés, et plus intéressés par le profit, la bière et les femmes que par la guerre ou la haine des Aloriens.

##### Thulls
Les Thulls sont des hommes forts et solides, assez mal considérés par les autres Angaraks car leurs ancêtres étaient des travailleurs et paysans dans la cité de la nuit éternelle (Cthol Mishrak). Ils sont généralement utilisés comme porteurs et travailleurs par les Murgos, et servent d'offrande à Torak pour les Grolims. Afin de se prémunir du sacrifice, les Thulls essayent d'accumuler assez d'argent pour s'acheter un esclave et le garder en vie jusqu'à ce que les Grolims réclament la vie du Thull comme sacrifice. Cette solution n'est pas toujours un succès, car l'esclave peut tomber malade ou le Thull peut ne pas avoir assez de temps pour s'en procurer un. Les femmes Thulles, sacrifiées aussi indifféremment que les hommes, peuvent échapper au sacrifice si elles sont enceintes : cela explique le fait que les femmes Thulles ne soient pas regardantes quant à leur partenaire et veillent à être enceintes le plus souvent possible, ce qui explique le grand nombre de Thulls.

#### Arendais
Ce peuple a été choisi par Chaldan. Ce sont des combattants, connus pour leur intelligence médiocre. Ils se divisent en deux parties ennemies :
- les Asturiens (dont la capitale est Vo Astur)  : principalement de redoutables archers
- les Mimbraïques (dont la capitale est Vo Mimbre, également capitale des Arendais) : des chevaliers en armure parlant un langage particulièrement ampoulé.

Les Wacites (de Vo Wacune) ont été exterminés plusieurs siècles auparavant par l'alliance des Mimbraïques et des Asturiens.

#### Marags
Le Maragor est une plaine située au sud-est de la Tolnedrie. Les Marags avaient pour dieu Mara, qui devint fou de chagrin lorsque les légions Tolnedraines exterminèrent tout son peuple. Les Marags avaient des mœurs très libres, la proportion de femmes étant beaucoup plus élevée que celle des hommes. Les Marags pratiquaient le cannibalisme rituel, ce qui donna une excuse à l'empereur de Tolnedrie pour en ordonner l'extermination. Cependant, la présence abondante d'or au Maragor met en doute cette version, car l'attrait des Tolnedrains pour le métal précieux est connu de tous. Le Maragor est devenu une plaine hantée par les esprits des Marags et l'on peut y entendre les lamentations de leur Dieu. Quiconque entre au Maragor devient fou, et beaucoup de chercheurs d'or ne sont jamais revenus. 
Après la mort de Poledra, Belgarath passa de nombreuses années au Maragor, et il se souvient avec nostalgie de leur hospitalité. Polgara l'asticote souvent sur ce qu'il trouvait de si accueillant là-bas. Au cours de la poursuite de l'Orbe, Garion et ses compagnons découvrent que les Marags n'ont pas tous été exterminés par les Tolnedrains, mais que certains ont été vendus comme esclaves. Ils rencontrent Taïba, La mère de la race qui n'est plus dans la prophétie, dernière descendante de ces esclaves. Mara retrouve ainsi une de ses filles et veille sur elle et sur son mari, l'Ulgo Relg.

#### Nyissiens
La Nyissie est un royaume situé sur l'équateur, couvert par la jungle et au climat chaud et humide. Elle est bordée au nord par l'empire de Tolnedrie et au sud et à l'est par le Cthol Murgos. Le peuple Nyissien a été choisi par le dieu Issa, qui laisse la reine Salmissra gouverner à sa place depuis le palais de Sthiss Tor, la capitale. La Nyissie est le royaume des serpents, ce qui explique l'attrait des Nyissiens pour les drogues et les poisons. L'empoisonnement est ainsi une institution dans le royaume, et les Nyissiens pratiquent également la vente d'esclaves. Salmissra n'est pas une reine unique, mais une succession de jeunes filles choisies pour leur ressemblance avec la promise du dieu Issa. Les Salmissra sont connues pour avoir des appétits insatiables en ce qui concerne les drogues et les hommes. Elles sont entourées d'une armée d'eunuques qui complotent sans cesse les uns contre les autres. La Nyissie a été rasée des siècles avant La Belgariade par les Aloriens après le meurtre de la famille royale de Riva, et les marchands et diplomates nyissiens sont très mal reçus sur l'île des vents.
Durant la période couverte par La Belgariade, Salmissra ordonne la capture de Garion et de ses amis. Elle compte offrir le jeune homme à Torak en cadeau de mariage, et prendre ainsi la place désignée de Polgara aux côtés du dieu des Angaraks. Polgara y met bon ordre en dévoilant à Issa les agissements de celle qu'il prenait pour sa favorite. Elle obtient du dieu de traiter la reine comme elle l'entend et la transforme en serpent immortel.

#### Sendariens
Comparativement aux autres pays du Ponant, la Sendarie est une jeune nation. Ses habitants sont un mélange des différents peuples du continent. Ils sont connus pour être honnêtes, francs, travailleurs et pour avoir le sens pratique. Ce sont pour la plupart des fermiers. Une autre particularité des Sendariens est la religion. En effet, contrairement aux autres peuples du Ponant, les Sendariens vénèrent les sept dieux. La Sendarie est bordée au sud par l'Arendie et l'Ulgolande et à l'est par l'Algarie. Elle est au carrefour des routes commerciales du sud et de l'est, et on trouve ainsi des centres marchands importants comme Muros ou Camaar. Elle ne dispose pas d'armée à proprement parler, mais ses habitants peuvent prendre les armes pour se défendre s'il le faut. Le premier roi de Sendarie, Fundor le magnifique, est le seul roi des nations du Ponant à avoir été choisi par le peuple, après des élections qui durèrent des années.
Historiquement, la Sendarie a été créée à partir du duché d'Erat, qui faisait alors partie de l'Arendie. Ce quatrième duché avait été séparé du duché de Wacune et offert à Polgara en remerciement de ses efforts pour installer la paix en Arendie. La politique actuelle du pays est ainsi en grande partie inspirée du mode de gouvernement de la fille de Belgarath. Après la chute de Vo Wacune, Polgara décida de laisser le duché se diriger tout seul, et suivre ainsi la route que son peuple désirait. Cependant, les propriétaires terriens sendariens versent encore un faible loyer à la sorcière. 
L'esprit pratique des Sendariens se retrouve à tous les niveaux de la société. Tous reconnaissent ainsi le bon sens de Durnik le forgeron, qui se révéla très précieux durant la quête de l'Orbe et plus tard lors de la poursuite de Zandramas, racontée dans La Mallorée. Le roi Furlach de Sendarie est nommé intendant de l'armée de Ce'Nedra lors de la campagne du Mishrak ac Thull et ses charrettes de ravitaillement assurèrent tous les besoins de l'armée. Son sens de l'organisation lui vaut le respect des rois Aloriens.

#### Tolnedrains
L'empire de Tolnedrie est un des royaumes de l'ouest, sur la côte de la mer du Ponant, bordé au nord par l'Arendie, l'Ulgolande, et l'Algarie, à l'est par le Cthol Murgos et le Maragor et au sud par la Nyissie. L'empire est dirigé depuis Tol Honeth, la capitale. Les Tolnedrains sont des négociants et des commerçants qui vénèrent l'argent et ont une haute image d'eux-mêmes. Ils méprisent les autres peuples, en particulier les Aloriens qu'ils considèrent comme des barbares. Ce sont également des sceptiques qui ne croient pas -souvent par convention- à la magie, même s'ils en ont des preuves sous les yeux. L'empire de Tolnedrie a également construit les grandes routes commerciales qui parcourent le continent, où les Légions font respecter la loi. L'architecture, la puissance militaire et diplomatique, et la mode vestimentaire du pays rappellent l'Empire romain.
Le sud de la Tolnedrie est occupée par la Sylve des Dryades, un peuple féminin des bois qui fait partie des créatures créées par les dieux.
La politique intérieure du pays est parfois violente, surtout en période de passation du pouvoir quand il n'y a aucun héritier pour le trône, comme c'est le cas durant La Belgariade. Ainsi, les grandes familles se battent pour la pourpre impériale, usant de corruption et de meurtres, et ces manœuvres politiques n'épargnent pas le peuple dont une bonne partie soutient l'un ou l'autre des candidats. Au moment de La Belgariade, l'empire est dirigé par la dynastie Borune. L'empereur Ran Borune XXIII est le père de la princesse impériale Ce'Nedra, un des personnages principaux du récit. 
La Tolnedrie s'est sinistrement distinguée au cours du second millénaire en exterminant le peuple entier du Maragor voisin, sous prétexte que ces derniers pratiquaient le cannibalisme ; bien que certains restent persuadés que l'or qui débordait au Maragor n'est pas étranger à cette extermination. Malheureusement pour eux, la malédiction de Mara les empêcha d'en profiter. Après cette attaque, le dieu Belar ordonna aux Aloriens de faire payer cette infamie à l'empire, et durant des siècles les navires cheresques ravagèrent la côte de Tolnedrie, qui finit par se doter de ses légions.
Durant la période couverte par La Belgariade et La Mallorée la Tolnedrie est la plus grande puissance politique du continent, et entretient des relations diplomatiques avec tous les pays, même avec les nations angarakes. Les Tolnedrains sont particulièrement connus pour leurs traités -qui tournent souvent à leur avantage. Les accords de Vo Mimbre, signés après la bataille du même nom, stipulent que le jour de leur seizième anniversaire, les princesses impériales de Tolnedrie doivent se présenter à Riva pour épouser le roi. C'est pour éviter cette obligation que Ce'Nedra fugue du palais de son père.

#### Ulgos
Les Ulgos sont les adorateurs d' UL, le père des Dieux. Ils vivent à Prolgu sous les montagnes d'Ulgolande, au centre du continent du Ponant. Les Ulgos sont très pieux, ils prient leur dieu par des chants une fois par heure. Le chef spirituel des Ulgos est nommé le Gorim. Le Gorim est choisi dès sa naissance par UL en personne. Les Ulgos ne sortent jamais de leurs cavernes et craignent la lumière et l'immensité du ciel. Ils vivent reclus à l'écart du monde, bien que le Gorim sache souvent ce qui se passe sur le continent. 
Lorsque les dieux choisirent leurs peuples, Aldur décida de rester à l'écart et UL interdit aux jeunes dieux de détruire certaines des créatures difformes qu'ils venaient de créer. Amers, ils dirent à chacun de ces êtres monstrueux : « Va à UL, qu'il soit ton dieu » ; et ils répétèrent la même chose à chaque peuple sans dieu. Ceux-ci errèrent durant des siècles sur le continent du Ponant, appelant UL en vain. Or, il se trouva dans un de ses peuples un homme juste et droit qui, après avoir erré vingt ans en vain, remit en cause l'existence même des dieux. UL, agacé, se dévoila à lui et Gorim, car tel était son nom, le supplia de devenir son dieu, ce que l'être suprême refusait. Gorim resta des années prostré sur la montagne avant qu'UL accepte enfin ce fardeau. Une partie du peuple de Gorim accepta de le suivre et ils fondèrent Prolgu, au sommet de la montagne. Lorsque Torak brandit l'Orbe et fendit le monde, les créatures qui étaient allées à UL devinrent folles et attaquèrent le peuple Ulgo. Le dieu décida alors de dévoiler à ses enfants les cavernes qui courraient sous la montagne, les sauvant ainsi de l'extermination. Et tandis que l'Alorie se divisait et que les autres peuples sans dieu s'enfuyaient devant la destruction causée par la guerre des dieux, les Ulgos se cloitrèrent dans leur galerie, ignorant durant des millénaires tout ce qu'il se passait au dehors. Ils reprirent contact avec l'extérieur lorsque Torak mena les hordes angarakes à l'ouest, pour tenter de reprendre l'Orbe d'Aldur. Ensuite, le Gorim des Ulgos et Belgarath le sorcier se rencontrèrent de nombreuses fois.

### Créatures non-humaines
Lors de la création du monde, les dieux créèrent plusieurs races de créatures, qu'ils délaissèrent, les trouvant monstrueuses. La plupart d'entre elles se sont placées sous la protection d'UL dans les montagnes d'Ulgolande.
- Algroth (pluriel : Algroths) : créature semblable à un Troll, vivant dans les montagnes d'Ulgolande.
- Dryade (pluriel : Dryades) : créatures humanoïdes exclusivement féminines habitant la Sylve des Dryades au sud de la Tolnedrie. Elles vivent en monarchie, sous l'autorité d'une reine et en communion profonde avec les arbres. Leur mode de reproduction repose sur la capture d'humains avec lesquels elles s'accouplent. Leur sécurité est assurée par un accord conclu avec la Tolnedrie qui interdit en outre l'exploitation forestière de la Sylve. La princesse Ce'Nedra - issue de la famille Borune, elle même étroitement liée aux habitantes de la Sylve - est à moitié Dryade.
- Eldrak (pluriel : Eldrakyn) : créature intelligente tenant de l'ours et du singe et ayant une capacité limitée de parole.
- Goule : créature de la forêt au sud de Cthol Murgos, elle mange de la viande humaine.
- Hrulga (pluriel : Hrulgae) : créatures ressemblant à des chevaux mais qui sont carnivores. Elles ont des griffes et des crocs puissants et se déplacent toujours en groupes.
- Loup-pierre : créatures tenant plus de la hyène que du loup et chassant en meute.
- Mâtins de Torak : anciens grolims transformés en chiens monstrueux. Ils sont les gardiens de Cthol Mishrak, la cité de Torak.
- Palustre : animal amphibien des marais. Ils sont les protégés de la sorcière Vordaï, qui les a éduqués pour qu'ils se comportent comme des hommes.

## Personnages

### Protagonistes
- Barak : L'Ours Redoutable, comte de Trellheim et cousin du roi Anheg de Cherek.
- Belgarath : L'Éternel et le Bien-aimé, le sorcier, disciple d'Aldur et père de Polgara la Sorcière.
- Ce'Nedra : La Reine du Monde, princesse de Tolnedrie, généralissime des armées du Ponant, Reine de Riva.
- Durnik : L'Homme aux deux vies, un forgeron Sendarien, dernier disciple du dieu Aldur, mari de Polgara la Sorcière.
- Garion : L'Enfant de Lumière, le héros de l'histoire, Le Tueur de Dieu plus tard Belgarion, Roi de Riva et Roi des rois du Ponant.
- Hettar : Le Seigneur des Chevaux,  fils adoptif du roi Cho-Hag d'Algarie.
- Kheldar ou Silk : Le Guide, espion et prince de Drasnie.
- Lelldorin : L'Archer, baron de Wildantor.
- Mandorallen : Le Chevalier Protecteur, baron de Vo Mandor.
- Mission : Le Porteur de l'Orbe, enfant trouvé par Zedar pour voler l'Orbe d'Aldur nommé plus tard Essaïon, septième dieu à la place de Torak.
- Polgara : La sorcière, fille de Belgarath, femme de Durnik et accessoirement Duchesse d'Erat.
- Relg : L'Aveugle, un devin Ulgo.
- Taiba : La Mère de la Race qui N'est Plus, la dernière des Maragues.
- Sadi : L'homme qui n'est pas un homme, Intendant de Salmissra et eunuque

### Adversaires
- Chamdar (aussi appelé Asharak le Murgo) : sorcier grolim, assassin des parents de Belgarion.
- Ctuchik : disciple de Torak et maître de Rak Chtol.
- Torak : Dieu des Angaraks.
- Urvon : disciple de Torak et maître de Mal Yaska.
- Zedar (anciennement Belzedar) : ancien disciple d'Aldur passé au service de Torak.

### Royauté
- Algarie :
  - Cho-Hag : roi d'Algarie, père adoptif d'Hettar.
  - Silar : femme de Cho-Hag et reine d'Algarie.

- Arendie
  - Korodullin : roi d'Arendie et duc de Mimbre.
  - Mayaserana : épouse de Korodullin, reine d'Arendie et duchesse d'Asturie.

- Cherek :
  - Anheg : roi de Cherek, cousin de Barak et comte initial de Trellheim.
  - Islena : femme de Anheg et reine de Cherek.

- Cthol Murgos :
  - Taur Urgas : roi fou des Murgos.

- Drasnie :
  - Rhodar : roi de Drasnie, oncle du prince Kheldar.
  - Porenn : femme de Rhodar, reine de Drasnie, tante du prince Kheldar.

- Gar og Nadrak :
  - Drosta Lek Thun : roi des Nadraks.

- Mallorée :
  - 'Zakath (aussi appelé Kal Zakath) : empereur de Mallorée.

- Mishrak ac Thull :
  - Gethel : roi des Thulls.

- Nyissie :
  - Salmissra : reine éternelle de Nyissie et promise du Dieu Issa.
  - Sadi : chef eunuque de la reine Salmissra.

- Riva
  - Brand : Gardien du trône de Riva.

- Sendarie
  - Fulrach : roi de Sendarie.
  - Layla : épouse de Fulrach et reine de Sendarie.

- Sylve des Dryades :
  - Xantha : reine des dryades.

- Tolnedrie
  - Ran Borune XXIII : empereur de Tolnedrie, père de la princesse impériale Ce'Nedra.

- Ulgolande
  - Gorim : chef spirituel des Ulgos.

### Disciples d'Aldur
- Beldin : sorcier nain et bossu, disciple d'Aldur.
- Belsambar : disciple d'Aldur (décédé).
- Belmakor : disciple d'Aldur (décédé).
- Beltira et Belkira : frères jumeaux et disciples d'Aldur.
- Belzedar (Zedar) : ancien disciple d'Aldur passé au service de Torak.
- Poledra : La Femme qui Regarde,  femme de Belgarath et mère de Polgara et Beldaran (supposée morte à la naissance de ses filles).
- Durnik : L'Homme aux Deux Vies, forgeron sendarien et époux de Polgara.

### Autres personnages
- Adara : cousine Algaroise de Garion et épouse d'Hettar.
- Ariana : Arendaise Mimbraïque, femme de Lelldorin.
- Beldaran : fille de Belgarath et jumelle de Polgara, épouse de Riva Poing de Fer. Ancêtre de Garion.
- Bethra : courtisane Tolnedraine et espionne. Elle est très proche des cercles du pouvoir dans l'Empire.
- Brendig : capitaine de l'armée sendarienne. Il est chargé par Fulrach de lui ramener Belgarath et ses compagnons.
- Doroon : ami d'enfance de Garion à la ferme de Faldor.
- Faldor : fermier de Sendarie. Garion passe son enfance dans sa ferme.
- Greldik : navigateur cheresque et tête brûlée émérite.
- Javelin : margrave Khendon, chef des renseignements drasniens.
- Merel : épouse de Barak et comtesse de Trellheim.
- Rundorig : ami d'enfance de Garion à la ferme de Faldor.
- Varana : duc d'Anadile et général Tolnedrain.
- Vordaï : sorcière des marais drasniens.
- Xera : une dryade, la fille de la reine Xantha et cousine de Ce'Nedra.
- Zubrette : amie d'enfance et premier amour de Garion à la ferme de Faldor.

## Accueil

### Succès commercial
La saga a connu le succès commercial à sa sortie aux États-Unis et ses deux derniers tomes, La Tour des maléfices et La Fin de partie de l'enchanteur, se sont classés respectivement aux 13e et 7e places de la New York Times Best Seller list des livres de poche.

### Accueil critique
Le site Elbakin.net, qui donne au cycle une note de 8,5/10, estime que David Eddings « a créé une saga de grande valeur, où les personnages, bien que souvent façonnés comme des archétypes, ont une profondeur supplémentaire que leur confère le talent de l’auteur » et met en avant « son humour, et la sympathie qu’il insuffle à ses créations ». Pour le site Fant'Asie, le cycle est « un excellent moyen de se lancer dans la fantasy ». Les personnages « paraissent très stéréotypés et archétypaux mais très vite se développe une complexité intéressante. Il n’en demeure pas moins que ces personnages sont trop manichéens » mais « les interactions et les dialogues entre ces personnages sont savoureux et l’humour y est très présent ». Le style est « très facile à lire, et assez rythmé » ce qui fait que « l'histoire se suit sans efforts » même si on peut lui reprocher « un certain classicisme ».